# Mécanique appliquée au bâtiment
 (septembre 2012).
Si vous disposez d'ouvrages ou d'articles de référence ou si vous connaissez des sites web de qualité traitant du thème abordé ici, merci de compléter l'article en donnant les références utiles à sa vérifiabilité et en les liant à la section « Notes et références ».
 (septembre 2016).
La mécanique du bâtiment comprend :
1. l'étude des besoins du client
2. l'étude des lieux et de l'environnement
3. l'étude de faisabilité
4. les calculs préliminaires
5. la préparation d'un budget préliminaire
6. la préparation des plans préliminaires
7. les calculs de la thermodynamique du bâtiment
8. les calculs la distribution d'air
9. les calculs des services spécifiques (hôpitaux, bureaux, usine, salle blanche etc.)
10. les calculs de la gestion des déchets liquides, le drainage des toitures
11. les calculs de la distribution d'eau
12. le choix des équipements
13. la préparation des plans et devis
14. l'estimation des coûts
15. la préparation des appels d'offres
16. les appels d'offres
17. l'étude des soumissions
18. la surveillance des travaux
19. l'établissement d'une liste des déficiences
20. l'acceptation provisoire des travaux
21. l'acceptation finale des travaux

Selon les règlementations locales et les conditions du contrat, il peut y avoir des variations dans le choix des matériaux, les appels d'offres et les soumissions. Certaines formes d'approche peuvent être basées sur le principe clef en main et/ou le travail de l'ingénieur peut être inclus dans la soumission de l'entrepreneur général.
La même procédure s'applique pour l'ingénieur en électricité avec lequel l'ingénieur en mécanique coordonne ses travaux pour le raccordement des moteurs électriques et les génératrices d'urgence et/ou UPS (Uninterreupted Power Supply).
L'ingénieur en mécanique, en électricité et en contrôles appartiennent souvent à la même firme.